# Platypalpus pragensis
Platypalpus pragensis är en tvåvingeart som beskrevs av Chvala 1989. Platypalpus pragensis ingår i släktet Platypalpus och familjen puckeldansflugor. Inga underarter finns listade i Catalogue of Life.